# Poljsko-ruska vojna (1605–1618)
Poljsko-moskovska vojna 1605–1618, znana tudi kot poljsko-moskovska vojna ali Dimitrijada, je bil spopad med Ruskim carstvom in poljsko-litovsko Republiko obeh narodov, kateri so se pridružili Zaporoški kozaki.
Rusija je po smrti carja Fjodorja I. leta 1598 doživljala obdobje težav, ki je povzročilo politično nestabilnost in nasilno nasledstveno krizo po izumrtju dinastije Rurik. Rusijo je od 1601 do 1603 pustošila tudi  velika lakota. Poljska je izkoristila državljanske vojne v Rusiji. Člani poljske aristokracije so začeli vplivati na ruske bojarje in podpirati Lažnega Dimitrija  v borbi za naslov ruskega carja proti kronanemu carju Borisu Godunovu in Vasiliju IV. Šujskemu. Od leta 1605 do smrti Lažnega Dmitrija I. leta 1606 so poljski plemiči izvedli vrsto spopadov z Rusi. V Rusijo so ponovno vdrli leta 1607, dokler ni Rusija dve leti pozneje sklenila vojaškega zavezništva s Švedsko. Poljski kralj Sigismund III. Vasa je kot odgovor leta 1609 Rusiji napovedal vojno, da bi pridobil ozemeljske koncesije in oslabil švedsko zaveznico. Na začetku vojne je dosegel več zmag,  med njimi v bitki pri Klušinu. Leta 1610 so poljske sile vstopile v Moskvo. Švedska se je umaknila iz vojaškega zavezništva z Rusijo, kar je sprožilo ingrijsko vojno.
Sedem bojarjev je septembra 1610 za carja izvolilo Sigismundovega sina, poljskega princa Vladislava. Sigismund je dovolil, da njegov sin postane novi car, vendar pod pogojem, da se Moskovčani spreobrnejo v katoliško vero. Do takrat poljsko usmerjeni bojarji so zaradi postavljenega pogoja prenehali podpirati poljsko-litovsko skupnost. 
Leta 1611 sta Kuzma Minin in knez Dimitrij Požarski ustanovila novo vojsko, da bi sprožila ljudski upor proti poljski okupaciji. Poljaki so junija 1611 zavzeli Smolensk, vendar so se začeli umikati, ko so ko so bili septembra 1612 izgnani iz Moskve. Leta 1613 je bil za ruskega carja izvoljen Mihael Romanov, sin moskovskega patriarha Filareta, s čimer se je začela vladavina dinastije Romanov in končalo obdobje težav. Po nekaj vojaških akcijah med letoma 1612 in 1617 se je vojna končno končala leta 1618 s premirjem v Deulinu. Poljsko-litovska država je dobila nekaj ozemeljskih koncesij, Rusija pa je kljub temu ohranila  neodvisnost. 
Vojna je bila prvi večji znak rivalstva in nelagodnih odnosov med Poljsko in Rusijo, ki trajajo še danes. Njene posledice so imele dolgotrajen vpliv na rusko družbo in v Rusiji ustvarile negativen stereotip o Poljski. Najpomembnejša posledica je bila nastanek dinastije Romanov, ki je Rusiji vladala tri stoletja do februarske revolucije leta 1917. Opazen pečat je zapustila tudi v ruski kulturi, s priznanimi pisci in skladatelji, ki prikazujejo vojno v delih, kot so drama Boris Godunov Aleksandra Sergejeviča Puškina , prirejena v istoimenski operi Modesta Petroviča Musorgskega, operi Življenje za carja Mihaila Glinke, Pan vojvoda Nikolaja Rimski-Korsakova ter filmov Minin in Požarski ter 1612.

## Predigra vojne
V poznem 16. in zgodnjem 17. stoletju je bila Rusija v politični in gospodarski krizi. Po smrti carja Ivana IV. Groznega leta 1584 in njegovega sina Dimitrija leta 1591 se je za carjev prestol potegovalo več frakcij. Leta 1598 je bil na ruski prestol okronan Boris Godunov, s čimer se je končala večstoletna vladavina dinastije Rurik. Njegova politika je bila precej zmerna in dobronamerna, a je njegovo vladavino kazilo splošno dojemanje njene vprašljive legitimnosti in obtožbe o njegovi vpletenosti v orkestriranje atentata na carjeviča  Dimitrija. Godunovu je uspelo obvladati opozicijo, ne pa tudi zatreti. Težave so še povečala izjemno mrzla prva leta 17. stoletja. Padec temperature je bilo čutiti po vsem svetu, najverjetneje zaradi izjemnega izbruha vulkana v Južni Ameriki. V Rusiji je mraz povzročil veliko lakoto v letih 1601 do 1603. 
Konec leta 1600 je v Moskvo prispela poljska diplomatska misija pod vodstvom kanclerja Leva Sapiehe  in predlagala zavezništvo Republike obeh narodov in Rusije, ki bi vključevalo bodočo personalno unijo. Diplomati so predlagali, da bi po smrti enega od obeh monarhov brez naslednika drugi postal vladar obeh držav. Car Boris Godunov je predlog unije seveda zavrnil in se odločil za 22 let (do leta 1622) podaljšati Jam Zapoljski sporazum, s katerim so se končale litovske vojne. 
Sigismund in magnati Republike obeh narodov so se dobro zavedali, da niso sposobni izvesti  resnejše invazije na Rusijo. Vojska Republike je bila premajhna, njena zakladnica pa vedno prazna. Razen tega  vojna ni imela podpore ljudstva. Ko so se razmere v Rusiji poslabšale, so Sigismund in številni magnati Republike, zlasti tisti s posestmi in silami blizu ruske meje, začeli iskati način, kako bi izkoristili kaos in šibkost svoje vzhodne sosede. To se je izkazalo za preprosto, saj so medtem številni ruski bojarji, nezadovoljni zaradi dolgotrajne  državljanske vojne, poskušali privabiti različne posrednike, vključno s poljsko-litovsko republiko. Nekateri med njimi so gledali predvsem na lastne dobičke in poskušali organizirati podporo za lasten vzpon na ruski prestol. Druge je zahodna soseda  privlačila zaradi  njenih zlatih  svoboščine in so skupaj z nekaterimi poljskimi politiki načrtovali nekakšno unijo obeh držav. Tretji  so poskušali svojo usodo povezati s Švedsko s tem, kar je postalo znano kot De la Gardiejeva kampanja in ingrijska vojna. 
Zagovorniki zveze Poljske in Litve z Rusijo so predlagali načrt, podoben prvotni lublinski poljsko-litovski zvezi, po katerem bi nova zveza imela skupno zunanjo politiko in vojsko, pravico plemstva do kraja bivanja in nakupa zemljiških posesti, odpravljene ovire za tranzit blaga, enotno valuto, povečano versko strpnost, zlasti pravico do gradnje cerkva nepravoslavnih ver, in pravico pošiljanja bojarskih otrok na izobraževanje v bolj razvite poljske akademije, kot je bila Jagelonska univerza v Krakovu. Ta projekt nikoli ni dobil velike podpore. Številni bojarji so se bali, da bo unija s pretežno katoliško Poljsko in Litvo ogrozila rusko pravoslavno tradicijo, in so nasprotovali vsemu, kar je ogrožalo rusko kulturo, zlasti politiki omejevanja vpliva pravoslavne cerkve, večnacionalnim zakonskim zvezam in izobraževanju v poljščini. Slednje je že vodilo do uspešne polonizacije rusinskih dežel pod poljsko oblastjo. 

## Poljska invazija (1605–1606)
Večino 17. stoletja je bil Sigismund III. zaposlen s svojimi notranjimi težavami, kot je bil upor plemičev v Republiki obeh narodov, ter vojnama s Švedsko in v Moldaviji. Na Poljskem se je leta 1603 pojavil slepar Lažni Dimitrij I. in pri močnih magnatih, kot so bili Mihał Wiśniowiecki ter  Lev in Jan Piotr Sapieha, kmalu našel dovolj podpore in  sredstva za kampanjo proti Godunovu. Magnati Republike obeh narodov so se veselili materialnih dobičkov iz kampanje in oblasti nad Rusijo prek Lažnega Dimitrija. Poleg tega so tako poljski magnati kot ruski bojarji predlagali načrte za zvezo med Poljsko, Litvo in Rusijo, podobno tisti, o kateri je leta 1600 razpravljal Lev Sapieha, a jo je Godunov zavrnil. Ne nazadnje so zagovorniki katolicizma v Dimitriju videli orodje za širjenje vpliva svoje Cerkve proti vzhodu. Po obljubah o združeni rusko-poljski entiteti, ki bo vodila vojno z Osmanskim cesarstvom, so mu jezuiti zagotovili tudi sredstva in izobraževanje. Čeprav je Sigismund III. zavrnil uradno podporo Dimitriju, je vedno z veseljem podpiral prokatoliške pobude in mu zagotovil 4000 zlotov,  dovolj za najem  nekaj sto vojakov. Nekateri Dimitrijevi podporniki, zlasti tisti, ki so bili vpleteni v upor, so si kljub temu aktivno prizadevali, da bi Dimitrij zamenjal Sigismunda. V zameno za podporo je Dimitrij junija 1604 Republiki obeh narodov obljubil "polovico ozemlja Smolenska". Mnogi so bili glede prihodnosti teh načrtov skeptični. Jan Zamoyski, ki je nasprotoval večini Sigismundove politike, je kasneje celotno afero Lažni Dmitrij I. označil za "komedijo, vredno Plavta ali Terencija". 
Ko je Boris Godunov izvedel za pretendenta, je trdil, da je ta človek pobegli menih Grigorij Otrepjev, čeprav ni jasno, na kakšnih informacijah je to trditev utemeljil. Podpora Godunovu med Rusi je začela usihati, zlasti ko je poskušal širiti protigovorice. Nekateri ruski bojarji so začeli sprejemati Dimitrija, saj jim je taka podpora dala legitimne razloge, da ne plačujejo davkov Godunovu. 
Dimitrij je pritegnil številne privržence, zbral majhno vojsko in junija 1604 ob podpori približno 3500 vojakov zasebnih vojsk poljskih in litovskih magnatov ter plačancev, ki jih je plačal s svojim denarjem, odjahal v Rusijo. Na poti v Moskvo se je njegovi vojski pridružilo nekaj sovražnikov Borisa Godunova, vključno s približno 2000 Zaporoškimi kozaki. Dimitrijeva vojska se je dvakrat spopadla z nejevoljnimi ruskimi vojaki, zmagala v bitki pri Novgorod-Siverskem, kmalu zatem zavzela Černigov, Putivl, Sevsk in Kursk in nato izgubila bitko pri Dobriničih in skoraj razpadla. Dimitrijevo stvar je rešila novica o smrti carja Borisa Godunova. 
Nenadna carjeva smrt 13. aprila 1605:560 je odstranila glavno oviro za nadaljnje Dimitrijevo napredovanje. Ruske čete so začele prehajati na njegovo stran. 1. junija so bojarji v Moskvi zaprli novo okronanega carja, Borisovega sina Fjodorja II., in njegovo mater ter ju pozneje brutalno umorili.:560 20. junija je slepar zmagoslavno vstopil v Moskvo. 21. julija ga je za carja okronal novi patriarh, grški ciprski patriarh Ignacij, ki si ga je sam izbral. Ignacij kot rjazanski škof je bil prvi cerkveni voditelj, ki je Dimitrija  priznal za carja. Zavezništvo s Poljsko je okrepila Dimitrijeva poroka s poljsko plemkinjo Marino Mniszech, hčerko Jerzyja Mniszecha, v katero se je zaljubil, ko je bil na Poljskem. Nova carica je mnoge Ruse razjezila, ker se ni hotela spreobrniti iz katolištva v rusko pravoslavno vero. Kralj Republike obeh narodov Sigismund je bil na tej poroki pomemben gost. Marina je kmalu po poroki odšla iz Krakova k možu v Moskvo, kjer je bila maja okronana za carico. 
Medtem ko je bila Dimitrijeva vladavina sama po sebi neopisljiva in brez večjih napak, je bil njegov položaj šibak. Številni bojarji so menili, da bi lahko pridobili več vpliva, celo prestol, mnogi pa so bili še vedno previdni glede poljskega kulturnega vpliva, zlasti glede na to, da so na Dimitrijevem dvoru vedno bolj prevladovali tujci, ki jih je pripeljal s seboj iz Poljske. Zlate svoboščine, seveda plemstva, ki so vse plemstvo razglasile za enako in jih je podpiralo zlasti nižje plemstvo, so ogrožale najmočnejše bojarje. Bojarji, ki jih je vodil knez Vasilij Šujski, so začeli spletkariti proti Dimitriju in njegovi Poljski naklonjeni frakciji. Obtožili so ga homoseksualnosti, širjenja rimskega katolicizma in poljskih običajev ter prodaje Rusije jezuitom in papežu. Pridobili so javno podporo, zlasti ker je Dimitrija vidno podpiralo le nekaj sto neregularnih vojakov Republike obeh narodov, še vedno nastanjenih v Moskvi, ki so se pogosto ukvarjale z različnimi kriminalnimi posli, s čimer so jezili lokalno prebivalstvo.
17. maja 1606 zjutraj, približno dva tedna po poroki, so zarotniki vdrli v Kremelj. Dimitrij je poskušal pobegniti skozi okno, a si je pri padcu zlomil nogo. Eden od zarotnikov ga je tam  ustrelil. Truplo so sprva postavili na ogled, kasneje pa so ga upepelili. Pepel naj bi izstrelili iz topa proti Poljski. Dimitrijeva vladavina je trajala komaj deset mesecev. Njegovo mesto carja je zasedel Vasilij Šujski. Približno petsto Dimitrijevih privržencev iz Poljske in Litve je bilo ubitih, zaprtih ali prisiljenih zapustiti Rusijo.

## Druga poljska invazija (1607–1609)
Car Vasilij Šujski je bil v Rusiji nepriljubljen in šibek, njegova vladavina pa še zdaleč ne stabilna.:561 Veljal je za protipoljskega in vodil državni udar proti prvemu Lažnemu Dmitriju, pri čemer je v Moskvi ubil več kot 500 poljskih vojakov in zaprl poljskega odposlanca. Med državljansko vojno se je leta 1607 pojavil Lažni Dimitrij II., ki so ga spet podpirali nekateri poljski magnati. Vdova  Marina Mniszech ga je 'priznala' za svojega prvega moža, kar mu je prineslo podporo magnatov poljsko-litovske skupne države, ki so pred tem podpirali Lažnega Dmitrija I. Adam Wiśniowiecki, Roman Różyński in Jan Piotr Sapieha so se odločili podpreti tudi drugega pretendenta na ruski prestol in mu priskrbeli nekaj sredstev in približno 7500 vojakov. Ropanje poljske vojske, zlasti lisovčikov, najemnikov, ki jih je vodil Aleksander Lisowski, se je odrazilo v reku v Sergijevem Posadu: "Tri kuge: tifus, Tatari in Poljaki". Leta 1608 je lisovčiki, nekaj sto donskih kozakov in plačanci v bitki pri Zarajsku porazili vojsko carja Vasilija Šujskega, ki sta ji poveljevala Zaharij Ljapunov in Ivan Hovanski, ter zavzeli Mihajlov in Kolomno. Lisovčiki so nato napredovali proti Moskvi, vendar jih je Vasilij Buturlin v bitki pri Medveškem Brodu premagal. Izgubili so večino svojega plena. Ko poljski poveljnik Jan Piotr Sapieha ni uspel zmagati med obleganjem Troitse-Sergiyeva lavre, so se lisovčiki umaknili v bližino Rahmanceva. Kmalu zatem so ropali po Kostromi, Soligaliču in nekaterih drugih mestih. 
Dimitrij II. je hitro zavzel Karačev, Brjansk in druga mesta. S podporo Poljakov je spomladi 1608 napredoval proti Moskvi ter pri Bolhovu porazil vojsko carja Vasilija Šujskega.:561 Dimitrijeve obljube o obsežni zaplembi posestev bojarjev so na njegovo stran  pritegnile veliko preprostih ljudi. Vas Tušino, približno dvanajst kilometrov od prestolnice, je bila spremenjena v tabor, kjer je Dimitrij zbral svojo vojsko. Njegova vojska je sprva vključevala 7.000 poljskih vojakov, 10.000 kozakov in 10.000 drugih vojakov, vključno z udeleženci  propadlega Zebrzydowskega upora.   Njegova vojska se je postopoma krepila in kmalu presegla 100.000 mož. Slavnega ujetnika Fjodorja Romanova je povzdignil v patriarha in ga ustoličil za patriarha Filareta ter s tem pridobil zvestobo mest Jaroslavel, Kostroma, Vologda, Kašin in več drugih. Njegova sreča se je kmalu obrnila, ko se je Republika obeh narodov odločila, da bo bolj aktivno posegla v  rusko državljansko vojno.

## Poljsko–moskovska vojna (1609–1618)

### Poljske zmage (1609–1610)
Leta 1609 se je upor Zebrzydowskega končal, ko je car Vasilij 28. februarja 1609 podpisal vojaško zavezništvo s Švedskim kraljem Karlom IX.:563 Poljsko-litovski kralj Sjgismund III., katerega glavni cilj je bil ponovno pridobiti švedski prestol, je s privolitvijo poljskega Sejma (parlament) napovedal vojno Rusiji. Nanjo je gledal kot na odlično priložnost za razširitev ozemlja in vplivne sfere Republike obeh narodov in upal, da bo končni izid vojne pravoslavno Rusijo pretvoril v katoliško in mu omogočil zmago nad Švedsko. V verskih zadevah je imel močno podporo rimskega papeža. Načrt mu je omogočil, da je z obljubami o bogastvu in slavi, ki sta čakala člane kampanje onkraj vzhodne meje Republike, v svoj tabor zvabil številne nekdanje podpornike Zebrzydowskega.  Knjiga Kolęda moskiewska (Moskovska pesem), ki jo je tisto leto izdal poljski šlezijski plemič, dvorjan in politični aktivist Paweł Palczowski iz Palczowica, je Rusijo primerjala z indijskimi imperiji Novega sveta, polnimi zlatih mest in enostavnimi za osvojitev. KNjiga je bila napisana za spodbujanje poljskega kolonializma in prepričevanje delegatov Sejma januarja 1609, da podprejo ekspedicijo Sigismunda III. v Moskovijo. Palczowski je sam sodeloval v Sigismundovi moskovski ekspediciji in med njo tudi umrl. Nekateri ruski bojarji so Sigismundu zagotovili svojo podporo in ponudili prestol njegovemu sinu, princu Vladislavu. Sigismund pred tem ni bil pripravljen posvetiti večine poljskih sil ali svojega časa notranjemu konfliktu v Rusiji, dogodki leta 1609 pa so ga prisilili, da je ponovno ocenil in drastično spremenil svojo politiko.
Veliko poljskih plemičev in vojakov se je takrat borilo za drugega Lažnega Dimitrija. Sigismund III. in vojska pod njegovim poveljstvom ga niso podpirali, saj je Sigismund  želel Rusijo zase. Ob Sigismundovem prihodu v Rusijo je večina poljskih privržencev Lažnega Dimitrija II. zapustila in prispevala k njegovemu porazu. Niz poznejših nesrečnih dogodkov  je prisilil Lažnega Dimitrija II., da je preoblečen v kmeta pobegnil iz svojega taborišča in skupaj z Marino odšel v Kostromo. Znova je neuspešno napadel Moskvo, a je ob podpori donskih kozakov ponovno prevzel oblast nad celotno jugovzhodno Rusijo. Napol pijanega pa ga je 11. decembra 1610 ubil kasimski tatarski knez Pjotr Urusov, ki ga je Dimitrij pred tem  bičal. 
Vojska Republike obeh narodov pod poveljstvom hetmana Stanislava Żółkiewskega, ki je na splošno nasprotoval temu spopadu, vendar ni mogel kršiti kraljevih ukazov, je prestopila mejo in 29. septembra 1609 oblegala Smolensk, pomembno mesto, ki ga je Rusija leta 1514 zavzela od Litve. V Smolensku je bilo manj kot 1000 ruskih vojakov, ki jim je poveljeval vojvoda Mihail Šein, medtem ko je Żółkiewski poveljeval 12.000 vojakom. Smolensk je imel veliko prednost, ker je car Boris Godunov do leta 1602 mesto utrdil in zgradil  masivno trdnjavo. Trdnjava se je Poljakom zdela nepremagljiva. Začelo se je dolgotrajno obleganje, topniško obstreljevanje, gradnja predorov pod mestno obzidje in zemeljskih okopov, ki so še vidni. Obleganje je trajalo 20 mesecev, preden je Poljakom s pomočjo ruskega prebežnika Andreja Dedišina na koncu uspelo zavzeti trdnjavo. 
Vsi napadi Republike obeh narodov niso bili uspešni. Prvi napad, ki ga je vodil hetman Jan Karol Chodkiewicz z 2000 možmi, se je končal s porazom, ko se je neplačana vojska Republike uprla in prisilila svojega poveljnika, da se je skozi srce Rusije umaknil v Smolensk. Šele ko je v Rusijo prišel prestolonaslednik Vladislav z okrepitvami, je vojna dobila drugačen značaj. Medtem so lisovčiki leta 1610 zavzeli in oropali Pskov ter se spopadli s Švedi, ki so se med ingrijsko vojno vojskovali v Rusiji. 
V poljskem taboru se je spopadalo več različnih videnj  kampanje in političnih ciljev. Nekateri nekdanji člani Zebrzydowskega upora in Sigismundovi nasprotniki, so celo predlagali, da bi Sigismunda odstranili s prestola in za kralja izvolili Dimitrija ali celo Šujskega. Żółkiewski, ki je od začetka nasprotoval invaziji na Rusijo, se je s kraljem  sprl zaradi obsega, metod in cilja pohoda. Żółkiewski je zastopal tradicionalne poglede poljskega plemstva, ki ni podpiralo agresivnih in nevarnih vojn proti močnemu sovražniku, kot je bila Rusija.  Żółkiewski je bil naklonjen načrtom za mirno in prostovoljno unijo, podobno kot z Litvo. Ruskim bojarjem  je ponudil pravice in versko svobodo ter si zamislil združitev, ki bi povzročila ustanovitev poljsko-litovsko-moskovske skupnosti. V ta namen je menil, da bi bilo treba sodelovanje Moskve pridobiti z diplomacijo in ne s silo. Sigismund III. se ni želel spuščati v politične kupčije in kompromise, zlasti ko so ti morali vključevati koncesije pravoslavni cerkvi. Bil glasen, skoraj fanatičen zagovornik katoliške cerkve in protireformacije in je verjel, da lahko osvoji vse in s silo zavzame Moskvo, nato pa ob vladavini rimskega katolicizma vzpostavi svojo oblast.

### Poljaki v Moskvi (1610)
31. januarja 1610 je Sigismund sprejel delegacijo bojarjev, nasprotnikov Šujskega, ki je princa Vladislava prosila, naj postane ruski car. 24. februarja jim je Sigismund poslal pisni odgovor, da se s tem strinja, vendar šele potem, ko bo v Moskvi zavladal mir. 
Hetman Żółkiewski, sicer nasprotnik kraljeve politike, se je odločil slediti kraljevim ukazom. Leta 1610 je  zapustil Smolensk in tam pustil le manjše sile, potrebne za nadaljevanje obleganja. S kozaškimi okrepitvami je vkorakal v Moskvo in tam izvedel tisto, česar se je bal: poljsko-litovske sile so med prodiranjem proti vzhodu pustošile ruske dežele, Sigismundova nepripravljenost za kompromis pa je postajala vse bolj očitna. Številni  privrženci Poljakov in drugega Lažnega Dimitrija so zapustili Poljski naklonjen tabor in se obrnili k protiotipoljski frakciji Šujskega. 
Ruske sile pod poveljstvom Grigorija Volujeva so prihajale osvobodit  Smolensk in zasedle trdnjavo v Carovu, da bi preprečile napredovanje Poljakov proti Moskvi. Poljsko obleganje Carova se je začelo 24. Junija.:563 Rusi niso bili pripravljeni na dolgotrajno obleganje in so imeli malo hrane in vode.:563 Volujev je prosil za pomoč carjevega brata Dimitrija Šujskega.:563 Dimitrijevi reševalni  vojski se je pridružilo nekaj švedskih enot pod poveljstvom Jakoba Pontussona De la Gardieja. 
Żółkiewski je izvedel, da prihaja oblegancem na pomoč Šujski s svojo vojsko. Proti njej je poslal 7.000 poljskih elitnih konjenikov, krilatih huzarjev, ki so 4. julija 1610 v bitki pri Klušinu  porazili združeno rusko in švedsko vojsko, ki je štela 35.000–40.000 mož.:564  Velikanski in presenetljivi poraz Rusov je šokiral vse in odprl novo fazo  vojne. 
Ko se je novica o Klušinu razširila, je podpora carju Šujskemu skoraj povsem izginila. Żółkiewski je kmalu prepričal ruske enote v Carovu, da so kapitulirale in prisegle zvestobo princu Vladislavu. Nato jih je vključil v svojo vojsko in odšel proti Moskvi. Avgusta 1610 so številni ruski bojarji sprejeli dejstvo, da je Sigismund III. zmagal in da bo Vladislav postal naslednji ruski car, če se bo spreobrnil v pravoslavje. Ruska duma je izglasovala odstavitev carja Šujskega z ruskega  prestola.:564 Njega in celo njegovo družino so aretirali. Šujskega naj bi odpeljali v samostan, ga na silo obrili kot meniha in ga  pod stražo prisilili ostati v samostanu. Kasneje so ga poslali v Varšavo kot nekakšno vojno trofejo. Umrl je v ujetništvu v Gostyninu. 
Kmalu potem, ko je bil Šujski odstavljen, sta tako Žólkijevski kot drugi Lažni Dimitrij prispela v Moskvo, vsak s svojo vojsko. Prihod je bil napet in poln zmede. Različne propoljske in protipoljske, švedske in domače bojarske frakcije so tekmovale za nadzor nad stanjem. Ruska vojska in ljudje sami niso bili prepričani, ali gre za invazijo in naj zaprejo in branijo mesto, ali za osvoboditev, ki bi jo morali dovoliti in pozdraviti. Po nekaj spopadih je propoljska frakcija prevladala in Poljakom je bil 8. oktobra dovoljen vstop v Moskvo.:564 Bojarji so poljskim vojakom odprli vrata Moskve in prosili Żółkiewskega, naj jih zaščiti pred anarhijo. V moskovskem Kremlju so bile takrat nastanjena poljske čete pod poveljstvom Aleksandra Gosiewskega. 27. julija je bil podpisan sporazum med bojarji in Żółkiewskim, ki je ruskim bojarjem obljubil enako široke privilegije, kot jih je imela poljska šlahta, v zameno za priznanje Vladislava za novega carja. Zółkiewski takrat ni vedel, da ima Sigismund, ki je ostal v Smolensku, druge načrte. 
Zółkiewski in drugi Lažni Dimitrij, prej nejevoljna zaveznika, sta se začela razhajati. Lažni Dimitrij je izgubil velik del svojega vpliva na poljskem dvoru in Żółkiewski ga je sčasoma poskušal pregnati iz prestolnice. Żółkiewski je kmalu začel delovati za carja poljskega porekla, zlasti za 15-letnega princa Vladislava. Bojarji so Vladislavu vsaj dvakrat ponudili prestol v upanju, da bo liberalna poljsko-litovska skupnost končala despotsko vladavino nedavnih carjev. Propoljska frakcija bojarjev, ki so jih sestavljali knezi Fjodor Mstislavski, Vasilij Galicin, Fjodor Šeremetev, Daniil Mezetski in klerika Vasilij Telepnjov in Tomiło Łagowski, je sčasoma dobila prevlado in večina bojarjev se je izrekla, da bodo podprli Vladislava kot kandidata za prestol, če se spreobrne v pravoslavje in če poljsko-litovska skupnost vrne trdnjave, ki jih je zavzela v vojni. 
Sigismund je s podporo pobožnega poljskega plemstva zavrnil spreobrnitev poljskega princa in načrtovana poljsko-litovsko-moskovska zveza je začela razpadati. Užaljeni in jezni bojarji so odlašali s podporo Vladislavu in razmišljali o izvolitvi  Vasilija Galicina, petnajstletnega Mihaela Romanova in Drugega Lažnega Dimitrija. Żółkiewski je z obljubami brez soglasja še vedno odsotnega kralja dosegel, da so bojarji za novega carja izvolili Vladislava. Njegovega najvidnejšega nasprotnika, Mihaelovega očeta in moskovskega patriarha Fjodorja Romanova, je izgnal iz Rusije. Lažni Dimitrij je pobegnil v svoje oporišče v Kalugi, vendar je bil njegov položaj tudi tam negotov in 20. decembra ga je ubil eden od njegovih mož. Njegova vdova Marina Mniszech je bila noseča z novim "naslednikom" ruskega prestola Ivanom Dmitrijevičem in je ostala aktiven dejavnik v ruski politiki do svoje smrti leta 1614. 
Vladislavov največji nasprotnik je postal njegov oče Sigismund III., ki se je odločil, da lahko sam zasede ruski prestol. Sigismund ni skrival svojega namena pokatoličiti in polonizirati Rusko carstvo. Żółkiewski, razočaran nad Sigismundom, se je vrnil na Poljsko, Sigismund pa je sčasoma popustil in se odločil, da bo do Vladislavove polnoletnosti vladal kot regent. Od bojarjev je zahteval, da tudi njemu prisežejo zvestobo, kar je naletelo na njihov odpor. Podpora Poljakom je  hitro izginila.  
Vladislav ni nikoli vzpostavil svoje oblasti in vojna se je nadaljevala. Sigismund in Vladislav sta zapustila mesto in se odpravila na varno. Majhna poljska kremeljska  garnizija je kmalu postala izolirana in izpostavljena vse večji sovražnosti, poljske sile izven Moskve pod poveljstvom Jana Piotra Sapiehe pa so se vse pogosteje spopadale s protipoljsko nastrojenimi ruskimi silami tako imenovane Prve prostovoljske armade, ki jo je vodil Prokopij Ljapunov. 
Obleganje Smolenska se je medtem nadaljevalo, čeprav je bil Vladislav imenovan za ruskega carja in so vsa mesta in utrdbe v okolici prisegle zvestobo Poljakom. Sigismund III. od Smolenska ni zahteval samo prisege zvestobe, ampak tudi to, da odpre svoja vrata Poljakom, česar Rusi niso hoteli storiti. Decembra so  Poljaki s spodkopavanjem uspeli uničiti velik del zunanjega obzidja, notranje obzidje pa je ostalo nedotaknjeno in obleganje se je nadaljevalo. V nekem trenutku so se  Poljaki prebili skozi notranje obzidje, vendar so bili na koncu premagani. 

### Vojna se nadaljuje (1611)
Vstaja proti poljski garniziji  v Moskvi leta 1611:564  je zaznamovala konec ruske strpnosti do Republike obeh narodov. V spopadu, v katerem so  Moskovčani zavzeli skladišče streliva, se je vnel velik požar, ki je uničil del Moskve.:564 Od julija naprej, ko se je upor sprevrgel v obleganje Kremlja, je postal položaj poljskih sil resen. Poljaki naj bi zaprli voditelja pravoslavne cerkve patriarha Hermogena, ki bi moral kot velika avtoriteta podpisati izjavo  o prekinitvi napada. Hermogen je to zavrnil in bil izstradan do smrti. 
Konec leta 1611 so kneza Dimitrija Požarskega pozvali, naj vodi opozicijo proti Poljakom,:564 ki jo je organiziral ceh trgovcev Nižnega Novgoroda. Sredstva, ki so jih trgovci darovali za ustanovitev Druge prostovoljske armade, je nadziral ugleden trgovec z mesom Kuzma Minin. Ko se je del poljske vojske januarja 1612 zaradi neizplačanih plač uprl in se umaknil iz Rusije, so sile Druge prostovoljske armade okrepile protipoljsko usmerjene ruske sile v Moskvi. 9000 mož poljske vojske pod vodstvom hetmana Jana Karola Chodkiewicza je poskušala prebiti obleganje:564 in se je 1. septembra spopadla z ruskimi silami. Po začetnih uspehih so ruske kozaške okrepitve prisilile Chodkiewicza na umik iz Moskve.:564
Ruske okrepitve pod knezom Požarskim so sčasoma izstradale poljsko moskovsko garnizijo in jo prisilila, da se je po 19-mesečnem obleganju 1. novembra vdala.:564 7. novembra so se poljski vojaki umaknili iz Moskve. Čeprav so si izpogajali varen prehod, so ruske sile  pobile polovico umikajoče se kremeljske garnizije.:564
2. junija 1611 je Smolensk dokončno padel v roke Poljakov. Po 20 mesecih obleganja, dveh ostrih zimah in vse manjših zalogah hrane so Rusi v Smolensku popustili in poljsko-litovske čete so prebile mestna vrata. Preostalih 3000 ruskih branilcev se je zateklo v stolnico Marijinega vnebovzetja in se razstrelilo, da bi se izognilo smrti v rokah zavojevalcev.:563 Izguba Smolenska je pomenila velik udarec za Ruse, a je hkrati sprostila ruske čete za boj proti Poljakom. Ruskega poveljnika pri Smolensku Mihaila Borisoviča Šeina so Poljaki ujeli in ga imeli devet let v ujetništvu. 

### Premor (1612–1617)
Po padcu Smolenska je rusko-poljska meja naslednjih nekaj let ostala relativno mirna, čeprav uraden sporazum o miru ni bil sklenjen. Poljski Sejm, ki je kritiziral Sigismunda zaradi neuspeha v Moskvi in že prej ni odobraval povečevanja davkov za plačilo vojske, je za vojsko odobril malo sredstev.:565 To je privedlo do upora redne poljske vojske (wojsko kwarciane) in ustanovitve pollegalne rohačevske konfederacije, ki je od leta 1612 do dokončnega poraza 17. maja 1614 v bitki pri Rohatinu plenila po ozemlju Republike obeh narodov.:565 Vodjo konfederacije Jana Karwackega je bodoči hetman Stanisław Koniecpolski ujel in vklenjenega poslal k svojemu mentorju, hetmanu Żółkiewskemu, in ga pozneje usmrtil v Lvovu. 
Osmansko cesarstvo je kritiziralo Sigismunda, ker so kozaki v Ukrajini znova začeli napadati turško ozemlje. Poljska–Litva zato v vojni proti Rusiji ni dobila podpore Osmanskega cesarstva. 
Ruskih težav še zdaleč ni bilo konec. Rusija ni imela moči, da bi izkoristila šibkost Republike obeh narodov. Državni zbor je 21. februarja 1613 za novega carja izvolil Mihaela Romanova, 16-letnega sina Fjodorja Romanova,:565 Fjodorja pa imenoval za moskovskega patriarha Filareta. Romanovi so bili močna bojarska družina. Mihaelova prateta Anastazija Romanovna je bila celo žena Ivana Groznega. Novi car je imel kljub temu veliko nasprotnikov. Marina Mniszech, vdova Lažnega Dimitrija, je vse do svoje smrti leta 1614 poskušala svojega sina postaviti na ruski prestol. Različne bojarske frakcije so se še vedno borile za oblast in skušale odstaviti mladega carja. Odločno je posredovala tudi Švedska in skušala pridobiti prestol za vojvodo Karla Filipa, kar ki je za nekaj mesecev celo uspelo. Ker je imel Filip še manj podpore kot Vladislav, so se morali Švedi kmalu umakniti iz Rusije. 
Medtem ko so obe državi pretresali notranji spori, so uspevale številne manjše frakcije. Poljski plačanci lisovčiki, so bili med uporom redne poljsko-litovske vojske naslednja tri leta zadovoljni z varovanjem poljske meje pred ruskimi vpadi. Leta 1615 je njihov vodja Aleksander Józef Lisowski zbral veliko razbojnikov in s šestimi prapori konjenice vdrl v Rusijo, oblegal Brjansk in porazil nekaj tisoč vojakov pod vodstvom kneza Jurija Šahovskega, ki je prihajaja na pomoč oblegancem.  Lisowski je nato premagal predstražo vojske  pod poveljstvom kneza Dimitrija Požarskega, požgal Beljev in Lihvin, zavzel Peremišl, se obrnil proti severu in premagal rusko vojsko pri Rževu,  požgal Toržok in se z obilnim plenom brez odpora ruske vojske vrnil na Poljsko. Lisowski in njegove sile so ostale na rusko-poljski meji do jeseni 1616, ko je Lisowski nenadoma zbolel in 11. oktobra umrl.  Lisovčiki so tudi po njegovi smrti ostali pomembna vojaška enota. Leta 1616 so zavzeli Kursk in premagali ruske sile pri Bolhovu.

### Zadnje dejanje (1617–1618)
Sejm Republike obeh narodov je sčasoma odobril zbiranje  sredstev za  nadaljevanje obsežnih vojaških operacij. Zadnji poskus Sigismunda in Vladislava, da bi pridobila ruski  prestol, je bila kampanja, ki se je začela 6. aprila 1617. Uradni poveljnik kampanje je bil princ Vladislav, dejanski nadzor nad vojsko pa je imel hetman Chodkiewicz. Oktobra sta se Poljakom hitro vdali mesti Dorogobuž in Vjazma in priznali Vladislava za carja. Sile Republike so nato pri Možajsku naletele na trmast odpor in Chodkiewiczevi načrti za hitro napredovanje proti Moskvi so propadli. Vladislav ni imel dovolj sil, da bi nadaljeval prodiranje proti Moskvi, še posebej zato, ker je ruska podpora Poljakom v tem času skoraj izginila. Leta 1618 se je poljski kampanji pridruži Petro Sahajdačni in s svojimi zaporoškimi kozaki napadel z juga. Osvojil in izropal je  številna mesta, kot so Livni, Jerec, Dankov in druga, in se odpravil proti Moskvi. Ruska vojska se je umaknila v Moskvo in 2. oktobra sta Chodkiewicz in Sahajdačni začela oblegati rusko prestolnico. Njuni vojski nista bili pripravljeni na dolgotrajno obleganje in sta se kmalu po spodletelem nočnem napadu z 10. na 11. oktober umaknili. Začela so se pogajanja, ki so se decembra 1618 končala s podpisom mirovnega sporazuma.

## Posledice
Sigismundu na koncu ni uspelo postati ruski  car ali zagotoviti prestola sinu Vladislavu, je pa nekoliko razširil ozemlje Republike. Med njegovo vladavino je bila Poljska-Litva največja in najbolj naseljena država v Evropi. 11. decembra 1618 je bilo sklenjeno Deulinsko premirje,:587 ki je končalo poljsko-rusko vojno. Republika je obdržala oblast nad nekaterimi osvojenimi ozemlji, vključno s Černigovom, Sjeverskim in Smolenskom in razglasila 15-letno premirje. Vladislav se ni hotel odpovedati svojim zahtevam po ruskem prestolu, čeprav je Sigismund to že storil. Republika je sicer pridobila nekaj ozemlja na vzhodu, v finančnem in življenjskem smislu pa je bila to zelo draga zmaga. 
Leta 1632 se je Deulinsko premirje izteklo in sovražnosti so se takoj nadaljevale s spopadom, znanim kot smolenska vojna.:587 Tokrat so vojno začeli Rusi, ki so poskušali izkoristiti domnevno šibkost Republike obeh narodov po nepričakovana smrt Sigismunda III.,:587 vendar jim ni uspelo ponovno pridobiti Smolenska. Mihail Šein se je 1. marca 1634 predal Vladislavu IV., Rusi pa so maja 1634 sprejeli Poljanovski sporazum.:587 Poljski so morali plačati 20.000 rubljev vojne škode, Vladislav pa se je odpovedal svojim zahtevam po ruskem prestolu,:587 priznal Mihaela Romanova za zakonitega ruskega carja ter vrnil ruske kraljevske insignije. 

## Sodobna zapuščina
Zgodba o dimitrijadi in Lažnih Dimitrijih se je izkazala za koristno za prihodnje generacije vladarjev in politikov, tako na Poljskem kot v Rusiji. Popačene različice resničnih dogodkov so zaslovele v obeh državah. Na Poljskem se na vojaške operacije spominjajo kot na  vrhunec poljske zlate dobe, ko so Poljaki zavzeli Moskvo, česar niso dosegli  niti štirje milijoni vojakov Tretjega rajha Adolfa Hitlerja in drugih sil osi. V Rusiji je dogodke izkoristila nova carska dinastija Romanovih, ki jih je opisovala kot svojo zmago. Romanovi so poskušali izbrisati vse omembe in teorije o njihovi vlogi pri ustvarjanju Lažnega Dimitrija, koristoljubno sodelovanje s poljskimi in švedskimi okupatorji in njihovem nasprotovanju liberalnim strujam. Podpirali so prikazovanje dimitrijade kot junaške obrambe ruskega naroda pred barbarsko invazijo poljsko-jezuitske naveze, ki je poskušala uničiti rusko pravoslavno kulturo.  
Zgodovinske  dogodke je opisal Aleksander Sergejevič Puškin v svojem Borisu Godunovu in Modest Petrovič Musorgski v svoji operi Boris Godunov. Kasneje so bili upodobljeni v filmu  Minin in Požarski Vsevoloda Pudovkina.  Na Rdečem trgu v Moskvi so leta 1818 postavili spomenik Mininu in Požarskemu.  Tudi komunistični režim Sovjetske zveze je ugotovil, da je dimitrijada koristno propagandno orodje, zlasti v času poljsko-sovjetske vojne. Koristna je bila tudi za propagando poljske vlade Józefa Piłsudskega med svetovnima vojnama. 
V posovjetski Rusiji je edini jesenski praznik Dan narodne enotnosti, ki so ga prvič praznovali 4. novembra 2005 v spomin na ljudsko vstajo, ki je novembra 1612 pregnala okupacijske sile iz Moskve, in na splošno končala obdobje težav in  intervencij tujih držav. Ime praznika  namiguje na idejo, da so se vsi sloji ruske družbe prostovoljno združili, da bi ohranili rusko državnost, ko se je zdel njen propad neizogiben, čeprav ni bilo niti carja niti patriarha, ki bi jih vodil. 